# Nyoma fuscosignata
Nyoma fuscosignata är en skalbaggsart som först beskrevs av Stefan von Breuning 1948.  Nyoma fuscosignata ingår i släktet Nyoma och familjen långhorningar.
Artens utbredningsområde är:
- Gabon.
- Ghana.
- Togo.

Inga underarter finns listade i Catalogue of Life.